# International Country Cuneo 2011
L'International Country Cuneo 2011 è stato un torneo professionistico di tennis femminile giocato sulla terra rossa. È stata la 13ª edizione del torneo, che fa parte dell'ITF Women's Circuit nell'ambito dell'ITF Women's Circuit 2011. Si è giocato a Cuneo in Italia dal 27 giugno al 3 luglio 2011.

## Partecipanti

### Teste di serie
| Nazionalità | Giocatrice          | Ranking* | Testa di serie |
| ----------- | ------------------- | -------- | -------------- |
| Francia     | Alizé Cornet        | 69       | 1              |
| Francia     | Mathilde Johansson  | 70       | 2              |
| Francia     | Pauline Parmentier  | 74       | 3              |
| Spagna      | Laura Pous Tió      | 90       | 4              |
| Croazia     | Mirjana Lučić       | 91       | 5              |
| Russia      | Vesna Dolonc        | 95       | 6              |
| Croazia     | Petra Martić        | 98       | 7              |
| Bielorussia | Nastas'sja Jakimava | 100      | 8              |

- Ranking al 20 giugno 2011.

### Altre partecipanti
Giocatrici che hanno ricevuto una wild card:
- Camilla Rosatello
- Elena Bovina
- Camila Giorgi
- Karin Knapp

Giocatrici che sono passate dalle qualificazioni:
- Maria Abramović
- Lara Arruabarrena-Vecino
- Eva Fernández-Brugués
- Giulia Gatto-Monticone

## Campionesse

### Singolare
Anna Tatišvili ha battuto in finale  Arantxa Rus con il punteggio di 6–4, 6–3

### Doppio
Mandy Minella /  Stefanie Vögele hanno battuto in finale  Eva Birnerová /  Vesna Dolonc con il punteggio di 6–3, 6–2